# Пановка (Московская область)
Пановка — деревня в составе Темпового сельского поселения Талдомского района Московской области. Население — 164 чел. (2010).
По населению находится на третьем месте в муниципальном образовании после сёл Темпы и Великий Двор. В деревне есть многоквартирные панельные дома.
Расположена в восьми километрах к юго-западу от Талдома рядом с деревнями Юдино, Малое Страшево, Большое Страшево и Куймино. Рядом протекает малая река Куновка, в 800 метрах в сторону Талдома река Дубна. Через деревню проходит трасса Р112, по которой есть регулярное автобусное сообщение с райцентром.
Из истории Талдомского района известно:
Казённая деревня. В 1862 году 31 двор, 177 жителей. В 1890 году 235 жителей.
До муниципальной реформы 2006 года входила в Юдинский сельский округ.

## Население
| 1859 | 1890 | 1926 | 2002 | 2006 | 2010 |
| ---- | ---- | ---- | ---- | ---- | ---- |
| 177  | ↗235 | ↘221 | ↘196 | ↗222 | ↘164 |